# Вімблдонський турнір 1997
Вімблдонський турнір 1997 проходив з 23 червня по 5 липня 1997 року на кортах Всеанглійського клубу лаун-тенісу і крокету в передмісті Лондона Вімблдоні. Це був 111-й Вімблдонський чемпіонат, а також третій турнір Великого шолома з початку року. Турнір входив до програм ATP та WTA турів.

## Події
Перед турніром відбулося відкриття нового корту № 1, на яке отримали запрошення 13 триразових колишніх чемпіонів. Удруге в історії Вімблдону грали в середню неділю, оскільки дощі відібрали в турніру 3 змагальні дні. 
В одиночному розряді чоловіків минулорічний чемпіон Ріхард Крайчек програв у четвертому колі. Переміг у турнірі Піт Сампрас, для якого ця вімблдонська перемога була четвертою, а загалом десятим мейджором.
У жінок минулорічна чемпіонка Штеффі Граф пропустила турнір через операцію на коліні. Перемогла Мартіна Хінгіс. Для швейцарки це був другий титул Великого шолома й перша (а також єдина) перемога на кортах Вімблдону. Яна Новотна програла фінал удруге, за третім разом вона виграє. 
Вудіз тріумфували в чоловічому парному розряді, а Джиджі Фернандес та Наташа Звєрєва — в жіночому. Тодд Вудбрідж виграв 14-й мейджор, Марк Вудфорд - 15-й. Для обох це була шоста перемога на Вімблдоні. Джиджі виграла 4-й Вімблдон (17-й мейджор), Наташа - 5-й Вімблдон (18-й мейджор). Обидві здобули свої останні перемоги в турнірах Великого шолома. 
Перемогу в міксті здобули брат і сестра Циріл Сук та Гелена Сукова. Гелена виграла 5-й мейджор у міксті (3-й Вімблдон), Циріл — 4-й (третій Вімблдон). Для обох це були останні перемоги в турнірах Великого шолома.

## Результати фінальних матчів

### Дорослі
| Одиночний розряд. Джентльмени   |                                   |                              |
| Піт Сампрас                     | Седрік Пйолін                     | 6–4, 6–2, 6–4                |
|                                 |                                   |                              |
| Одиночний розряд. Леді          |                                   |                              |
| Мартіна Хінгіс                  | Яна Новотна                       | 2–6, 6–3, 6–3                |
|                                 |                                   |                              |
| Парний розряд. Джентльмени      |                                   |                              |
| Тодд Вудбрідж Марк Вудфорд      | Якко Елтінг Паул Гаргейс          | 7–6(7–4), 7–6(9–7), 5–7, 6–3 |
|                                 |                                   |                              |
| Парний розряд. Леді             |                                   |                              |
| Джиджі Фернандес Наташа Звєрєва | Ніколь Арендт Манон Боллеграф     | 7–6(7–4), 6–4                |
|                                 |                                   |                              |
| Мікст                           |                                   |                              |
| Гелена Сукова Циріл Сук         | Лариса Нейланд Андрій Ольховський | 4–6, 6–3, 6–4                |
|                                 |                                   |                              |

### Юніори
| Одиночний розряд. Хлопці  |                                       |               |
| Веслі Вайтгаус            | Даніель Елснер                        | 6–3, 7–6(8–6) |
|                           |                                       |               |
| Одиночний розряд. Дівчата |                                       |               |
| Кара Блек                 | Брі Ріппнер                           | 6–3, 7–5      |
|                           |                                       |               |
| Парний розряд. Хлопці     |                                       |               |
| Луїс Орна Ніколас Массу   | Яко ван дер Вестгойзен Веслі Вайтгаус | 6–4, 6–2      |
|                           |                                       |               |
| Парний розряд. Дівчата    |                                       |               |
| Кара Блек Ірина Селютіна  | Майя Матевжич Катарина Среботнік      | 3–6, 7–5, 6–3 |
|                           |                                       |               |